# San Pedro Tapanatepec
San Pedro Tapanatepec là một đô thị thuộc bang Oaxaca, México. Năm 2005, dân số của đô thị này là 13647 người.